# Залцвег
Залцвег (њем. Salzweg) општина је у њемачкој савезној држави Баварска. Једно је од 38 општинских средишта округа Пасау. Према процјени из 2010. у општини је живјело 6.594 становника. Посједује регионалну шифру (AGS) 9275146.

## Географски и демографски подаци
Залцвег се налази у савезној држави Баварска у округу Пасау. Општина се налази на надморској висини од 452 метра. Површина општине износи 31,9 km². У самом мјесту је, према процјени из 2010. године, живјело 6.594 становника. Просјечна густина становништва износи 207 становника/km².